# 伊豆凡夫
伊豆 凡夫（いず つねお、1864年3月3日（元治元年1月25日） - 1944年（昭和19年）8月3日）は、日本の陸軍軍人。最終階級は陸軍少将。号は蘿山。

## 履歴
福岡県宗像郡赤間町冨地原（ふじわら）村の庄屋伊豆文十郎の二男として生まれた。伊豆家は武丸村の大庄屋伊豆家の分家。文十郎で三代目であった。凡夫の兄の利雄は台湾で警察署長を勤め、その後赤間町長となっている。弟の利次は母の実家である福間町四角の名家の河津家を継いでいる。。
1881年（明治14年）11月、陸軍教導団を卒業。1886年（明治19年）6月25日、歩兵少尉に任官し、同月28日、陸軍士官学校（旧8期）を卒業し歩兵第2連隊小隊長に就任。1889年（明治22年）11月、歩兵中尉に昇進。1892年（明治25年）12月、陸軍大学校（8期）を卒業。
1894年（明治27年）10月、第2軍副官に発令され1895年（明治28年）5月まで日清戦争に出征した。1895年11月、参謀本部出仕となり、以後、参謀本部第1部員、参謀本部編纂部員、参謀本部員、陸大教官兼参謀本部員、歩兵第3連隊大隊長などを務めた。1902年（明治35年）9月、第1師団参謀に就任し日露戦争に出征。南山の戦い、旅順攻囲戦に参戦。1905年（明治38年）1月、歩兵第48連隊長に転じ奉天会戦に参戦した。
1906年（明治39年）12月、歩兵大佐に昇進。1907年（明治40年）11月、歩兵第37連隊長に転じ、1910年（明治43年）11月、陸軍少将に進級と同時に予備役に編入された。その後、富国徴兵保険（現富国生命保険）専務を務めた。

## 栄典
位階
- 1886年（明治19年）11月27日 - 正八位[9]
- 1891年（明治24年）12月28日 - 従七位[10]
- 1900年（明治33年）3月10日 - 従六位[11]
- 1904年（明治37年）4月29日 - 正六位[12]
- 1907年（明治40年）2月12日 - 従五位[13]

勲章
- 1889年（明治22年）11月29日 - 大日本帝国憲法発布記念章[14]
- 1901年（明治34年）11月30日 - 勲五等瑞宝章[15]
- 1905年（明治38年）11月30日 - 勲四等瑞宝章[16]
- 1940年（昭和15年）8月15日 - 紀元二千六百年祝典記念章[17]

## 親族
- 妻 伊豆ふみ子（前田享海軍造兵総監の娘）[1]